# Saint-Christophe, Charente
Saint-Christophe är en kommun i departementet Charente i regionen Nouvelle-Aquitaine i västra Frankrike. Kommunen ligger  i kantonen Confolens-Sud som ligger i arrondissementet Confolens. År 2022 hade Saint-Christophe 323 invånare.

## Befolkningsutveckling
Antalet invånare i kommunen Saint-Christophe
Referens:INSEE